# Intoxicação alimentar

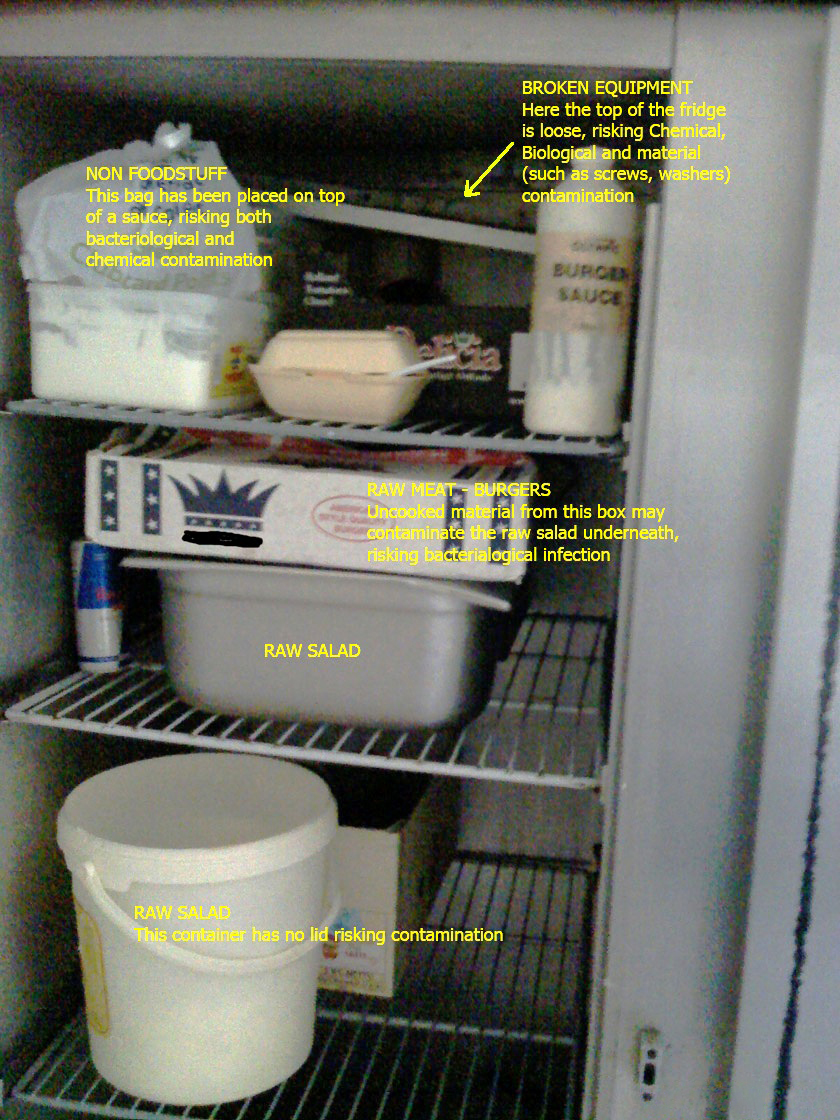
Como NÃO guardar os alimentos: sem tampa, um em cima do outro, semi-aberto e em uma geladeira com defeito.

A intoxicação alimentar ou intoxicação gastrintestinal geralmente é o resultado de uma reacção à comida ou à água contaminadas durante o preparo, manipulação ou armazenamento dos alimentos. Os contaminadores mais comuns são as bactérias, especialmente a Campylobacter jejuni, Salmonella e Clostridium. Outros contaminantes incluem os vírus, os parasitas (helmintos) e as toxinas. A intoxicação alimentar normalmente conduz a um desconforto gastrintestinal severo que é acompanhado de cólicas abdominais, vómitos e diarreia.
A intoxicação alimentar, embora comum, frequentemente pode ser prevenida facilmente. Calcula-se que 85 por cento das comidas estragadas podem ser evitadas seguindo as normas de preparo, higiene e armazenamento dos alimentos. Normalmente, a intoxicação alimentar melhora dentro de um ou dois dias. Porém, em alguns casos, a intoxicação alimentar é bastante perigosa. Nos Estados Unidos, a intoxicação gastrintestinal resulta em mais de 300.000 hospitalizações a cada ano e causa 5.000 mortes anuais.

## Causas
Bactérias
As bactérias mais comuns são:
- Campylobacter jejuni: pode desencadear uma síndrome de Guillain-Barré e periodontite.[2]
- Clostridium perfringens: pode complicar com necrose intestinal, bacteremia, colecistite e gangrena gasosa
- Salmonella enterica: associada ao consumo de laticínios, ovos ou aves que não são adequadamente cozidos.
- Escherichia coli. A E. Coli enterohemorrágica (EHEC) pode causar síndrome hemolítico-urêmica (insuficiência renal com sangue e anemia). Outras cepas de Escherichia coli como a enteroinvasiva (EIEC), enteropatogênica (EPEC), enterotoxigênica (ETEC), enteroagregativa (EAEC) tem cada uma suas complicações específicas.

Outras bactérias que causam infecção associada ao consumo de alimentos incluem:
- Brucella spp.: Associado ao consumo de laticínios e carne pouco cozidos.
- Listeria monocytogenes Associado ao consumo de laticínios sem pasteurizar.
- Shigella spp.: Associado ao consumo de ovos e carne pouco cozidos.
- Staphylococcus aureus: Associado ao consumo de laticínios e carne pouco cozidos ou água contaminada.
- Streptococcus: Estão amplamente difundidos pelos animais e ambiente.
- Vibrio cholerae, Vibrio parahaemolyticus e Vibrio vulnificus: Associados a água e peixes contaminados.
- Yersinia enterocolitica  e  Yersinia pseudotuberculosis : Associado ao consumo de laticínios e carne pouco cozidos.

Toxinas
Diversos alimentos podem já conter toxinas pré-formadas de bactérias que causam intoxicação em poucas horas:
- Bacillus cereus (hemolisina BL, citotoxina K ou enterotoxina não-hemolítica)
- Clostridium bolulinum (toxina botulínica)
- Clostridium perfringens (enterotoxina do clostridium)
- Vibrio cholerae (enterotoxina da cólera)
- Staphylococcus aureus (enterotoxina estafilocócica)
- Yersinia enterocolitica (enterotoxina da yersinia)
- Shigella dysenteriae e Escherichia coli (toxina shiga)

Outras toxinas:
- Micotoxinas: toxinas de fungos como a aflatoxina, altertoxina, ergotamina e muitas outras
- Escombrotoxina: associada ao consumo de peixe velho, causa uma síndrome alérgica chamada escombrídeo
- Intoxicação por mariscos: associada a frutos do mar afetados pela maré vermelha
- Graianotoxina: associada ao consumo de mel

Vírus
Os vírus causam de 30 a 50% das gastroenterites:
- Norovírus (causa mais frequente, por água e alimentos contaminados)
- Rotavirus
- Adenovírus
- Enterovírus (incluindo pólio)
- Hepatite A
- Hepatite E

Parasitas
A maioria estão associados ao consumo de carne mal passada:
- Platelmitos:
  - Diphyllobothrium sp.
  - Nanophyetus sp.
  - Taenia saginata
  - Taenia solium
  - Fasciola hepatica

- Nematodas :
  - Anisakis sp.
  - Ascaris lumbricoides
  - Eustrongylides sp.
  - Trichinella spiralis
  - Trichuris trichiura

Protistas
- Cryptosporidium parvum
- Cyclospora cayetanensis
- Entamoeba histolytica
- Giardia lamblia

## Sinais e sintomas
Os sintomas de intoxicação alimentar incluem:
- Náuseas;
- Fraqueza geral ou cansaço;
- Falta de apetite;
- Dor de cabeça;
- Dor abdominal e cólicas;
- Vómitos abruptos;
- Diarreia (em certos casos com muco, pus ou sangue).
- Desidratação
- Febre

## Diagnóstico
Como a intoxicação gastrintestinal normalmente melhora quando o contaminante ou a toxina são eliminados do organismo, nem sempre os médicos podem determinar a causa exacta dos sintomas. Se os sintomas persistem para mais de 48 horas, pode ser necessário examinar uma amostra de fezes sob um microscópio (exame de fezes). Seu médico também pode querer colher uma amostra de sangue, fezes ou a comida em questão. A amostra pode ser encaminhada para cultura (exame para ver o crescimento dos micro-organismos para que assim eles possam ser identificados) em um laboratório.
Até 80% das intoxicações gastrintestinais estão relacionadas ao consumo de comidas industrialmente preparadas ou comidas de refeitórios comunitários. Em tais casos, questionar outras pessoas que ingeriram as mesmas comidas pode ajudar a determinar a causa.
Informações sobre a duração entre a refeição e o começo dos sintomas podem ajudar a diagnosticar o problema:
- Menos que duas horas sugere que uma toxina está envolvida;
- Mais de 2 horas sugere uma infecção bacteriana;
- Mais que 12 horas sugere uma infecção viral.
- Muitos dias depois sugere uma infecção parasitaria.

## Prevenção
Para prevenir a intoxicação gastrintestinal, lave as mãos com água e sabão antes de comer ou preparar alimentos, lave bem frutas e verduras com 5% de cloro, cozinhe muito bem a carne e ovos, não consuma laticínios não-pasteurizados e nem consuma produtos com a lata danificada. Os norovírus são difíceis de prevenir porque podem sobreviver dias em superfícies duras e meses ou até anos em água doce, salgada ou filtrada.